# Mazej
Mazej (grč. Μαζαῖος; Mazaeus, rođ. 385. pr. Kr. - 328. pr. Kr.) je bio satrap Cilicije i kasnije Babilonije u službi Perzijskog Carstva, te upravitelj grada Babilona pod Aleksandrom Makedonskim.

## U perzijskoj službi
Mazej je na mjesto cilicijskog satrapa imenovan 361. pr. Kr., vjerojatno nakon smrti Datama. Drevni perzijski naziv Mazejove satrapije bio je Birît nârim što u doslovnom prijevodu znači „iza rijeke“ (Eufrata). U početku, teritorij je uključivao dijelove južne Male Azije i sjeverozapadne Sirije, no nakon što su Mazej i sirijski satrap Belez na zahtjev Artakserksa III. ugušili pobunu sidonskog vladara Teneja, Feniciji je oduzet status satrapije koja je pripojena Belezovoj Siriji odnosno Mazejevoj Ciliciji. Kada je Perzijskim Carstvom zavladao Darije III. Kodoman, Mazej je imenovan satrapom Babilonije što podrazumijeva kako je bio jedan od najvažnijih kraljevih podanika. Kodoman mu je navodno obećao i ruku svoje najstarije kćeri Stateire.
Godine 334. pr. Kr. Aleksandar Makedonski provaljuje u Malu Aziju, a godinu dana kasnije poražava perzijsku vojsku u bitci kod Isa, nakon čega u roku od godinu dana Sirija, Libanon, Palestina i Egipat padaju pod njegovu vlast. Mazej tada odlazi na istok gdje preuzima vlast nad Babilonijom, a na mjesto cilicijskog satrapa dolazi makedonski namjesnik Balakros. Perzijanci su u međuvremenu okupljali novu vojsku, a Mazej je služio kao satrap Babilonije koja se našla na putu između Aleksandra i Darija III. U kolovozu 331. pr. Kr. Mazej je zapovijedao omanjom konjicom pokraj Tapsaka, grada uz plićinu na rijeci Eufrat. Unatoč tome što je Aleksandar mogao prijeći rijeku bez gubitaka, Mazej je bio u stanju zakrčiti njegov put prema Babilonu što je prisililo makedonskog vladara da pođe na sjever u Asiriju, gdje je Darije III. okupio veću vojsku.
Odlučujuća bitka odigrala se kod Gaugamele (listopad 331. pr. Kr.), gdje je Mazej zapovijedao desnim krilom perzijske vojske. Aleksandar je pobijedio u toj bitci, čime je put prema Babiloniji bio otvoren. Kada je zauzeo grad Sipar, priopćio je kako Babilon neće biti poharan zbog čega je Mazej predao Aleksandru veliki grad.

## U makedonskoj službi
Nakon Aleksandrovog ulaska u Babilon krajem 331. pr. Kr., Mazej je primio makedonskog vladara i dao mu korisne savjete. Zauzvrat, Aleksandar mu je omogućio da nastavi vladati kao satrap Babilonije, što je Mazeja činilo prvim Perzijancem koji je zauzeo tako visok položaj u makedonskoj službi. U godinama koje su uslijedile zabilježeno je još takvih slučajeva, što podrazumijeva kako je Mazej odigrao važnu ulogu u uvjeravanju drugih satrapa da se priključe Aleksandru umjesto da ratuju protiv njega.
Mazej je umro 328. pr. Kr., a njegovi sinovi Artibol (Ardu-Bêl) i Hidarn (Vidarna) pratili su Aleksandra u njegovim pohodima na istok. Stariji sin Artibol kasnije je izvijestio Makedonce kako je Darije III. zarobljen, dok je njegov mlađi brat Hidarn 324. pr. Kr. zapovjedao elitnom jedinicom makedonske konjice.

## Poveznice
- Artakserkso III.
- Belez
- Darije III.
- Aleksandar Makedonski

| Prethodnik:                                        | Satrap Cilicije (361. - 333. pr. Kr.) ____________________ Satrap Babilonije (333. - 331. pr. Kr.) | Nasljednik:                                                                            |
| Datam (385. - 361. pr. Kr.) ____________________ ? | Satrap Cilicije (361. - 333. pr. Kr.) ____________________ Satrap Babilonije (333. - 331. pr. Kr.) | Balakros (makedonski namjesnik) (333. - 331. pr. Kr.) ____________________ Artibol (?) |

## Vanjske poveznice
- Mazej (enciklopedija Britannica)
- Mazej (Livius.org, Jona Lendering)  Arhivirana inačica izvorne stranice od 26. veljače 2009. (Wayback Machine)
- Mazej (Mazaeus), AncientLibrary.com  Arhivirana inačica izvorne stranice od 25. listopada 2010. (Wayback Machine)